# Красный (Знаменское сельское поселение)
Красный — упразднённый посёлок в Колпнянском районе Орловской области России. Входила в состав Знаменского сельского поселения. Упразднён в 2004 году.

## География
Посёлок располагался в юго-восточной части Орловской области, в лесостепной зоне, в пределах центральной части Среднерусской возвышенности, на правом берегу ручья Кобылин (приток реки Сосна), на расстоянии примерно 0,5 километра (по прямой) к северу от деревни Щегловитовка.

### Климат
Климат умеренно континентальный; средняя температура января −8,5 °C, средняя температура июля +18,5 °C. Среднегодовая температура воздуха составляет +4,6 °C. Годовое количество осадков 500—550 мм, в среднем 515 мм. Количество поступающей солнечной радиации составляет 91-92 ккал/см². По агроклиматическому районированию Знаменка, как и весь район, относится к южному с коэффициентом увлажнения 1,2-1,3. Преобладают юго-западные ветры.

## История
Постановлением Орловской областной думы от 15 октября 2004 года № 32/645-ОС посёлок Красный исключён из учётных данных.

## Население
Согласно результатам переписи 2002 года в посёлке отсутствовало постоянное население.